# Mitteleschenbach

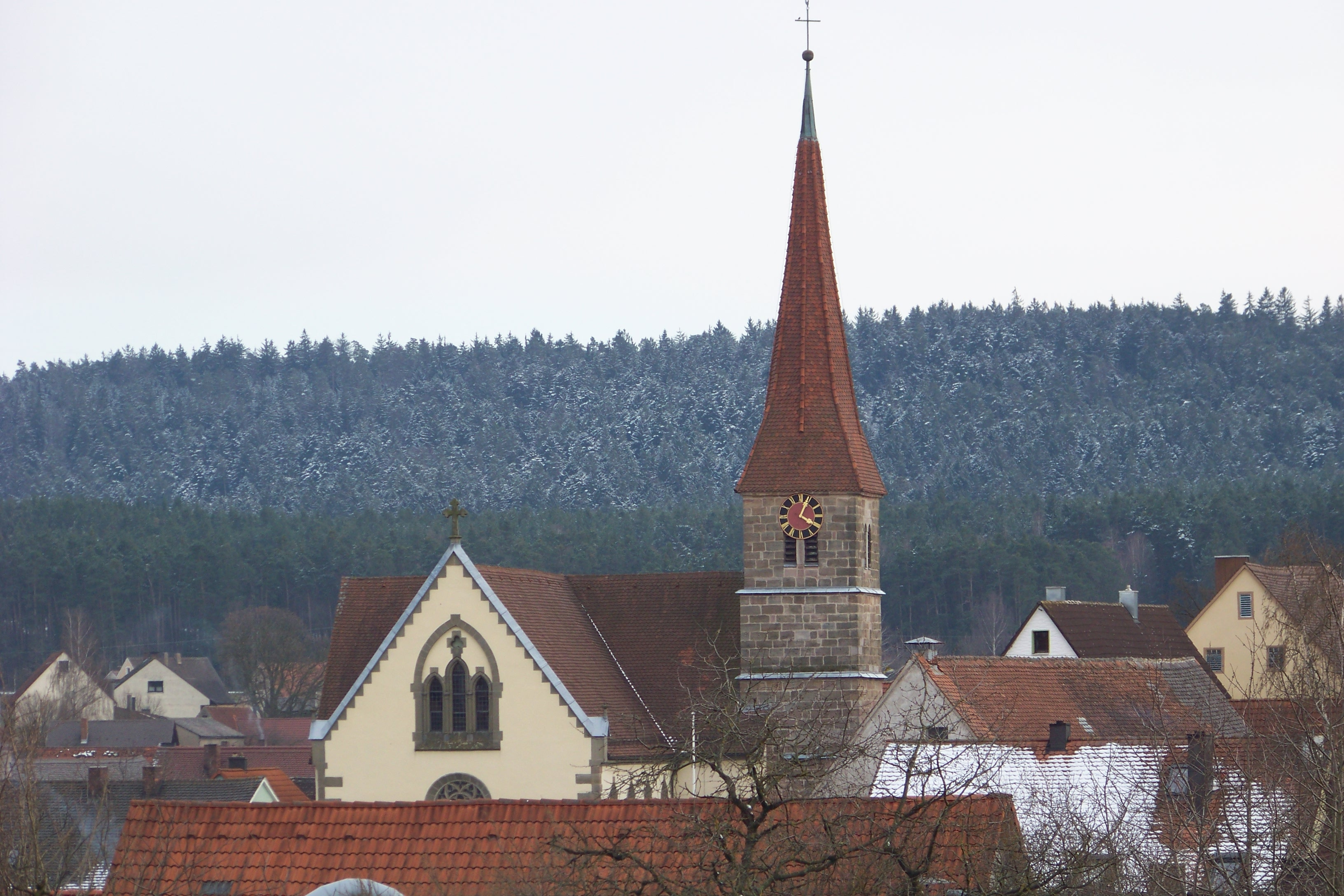
St. Nikolaus

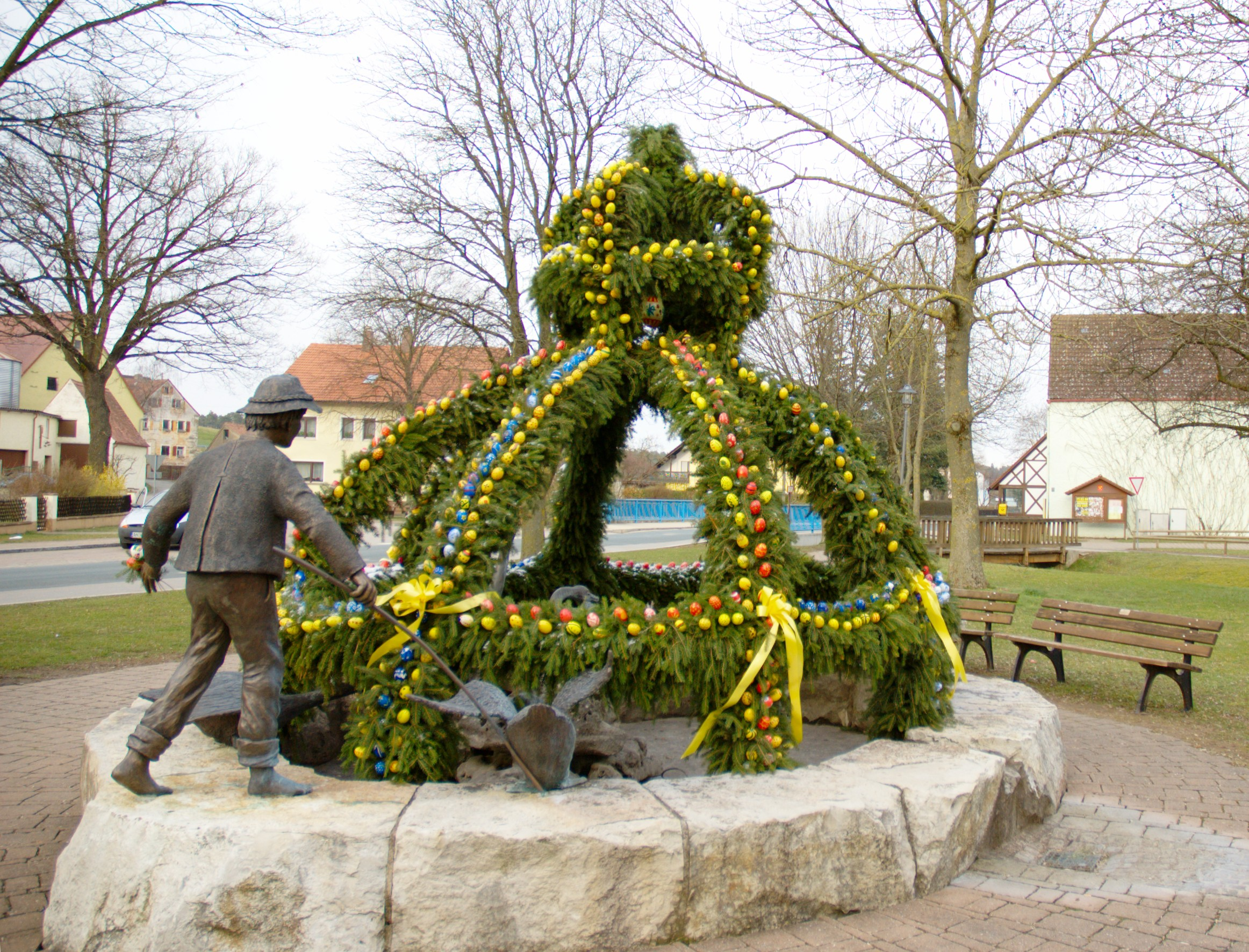
Gänsebrunnen

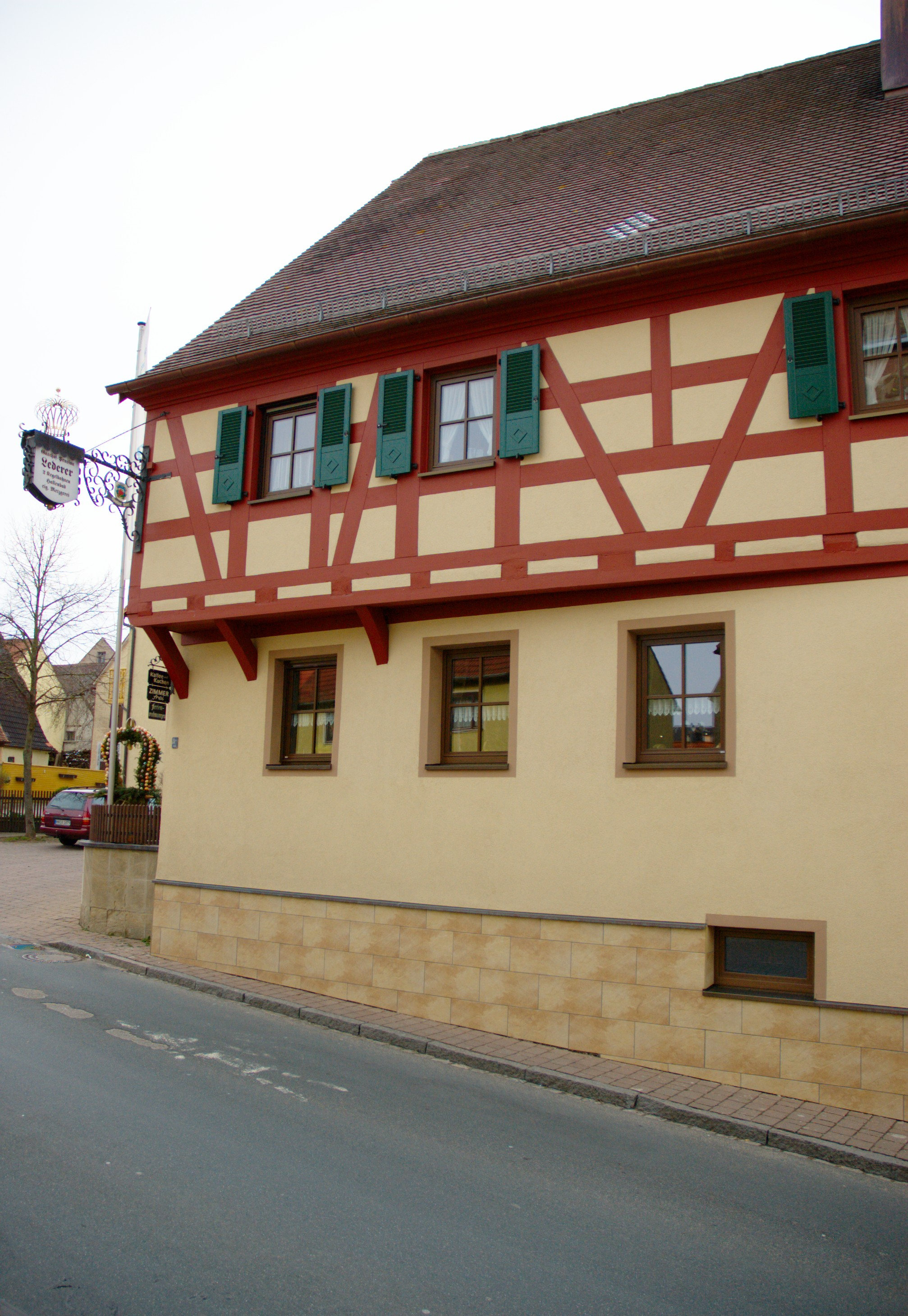
Gasthof „Zur Krone“

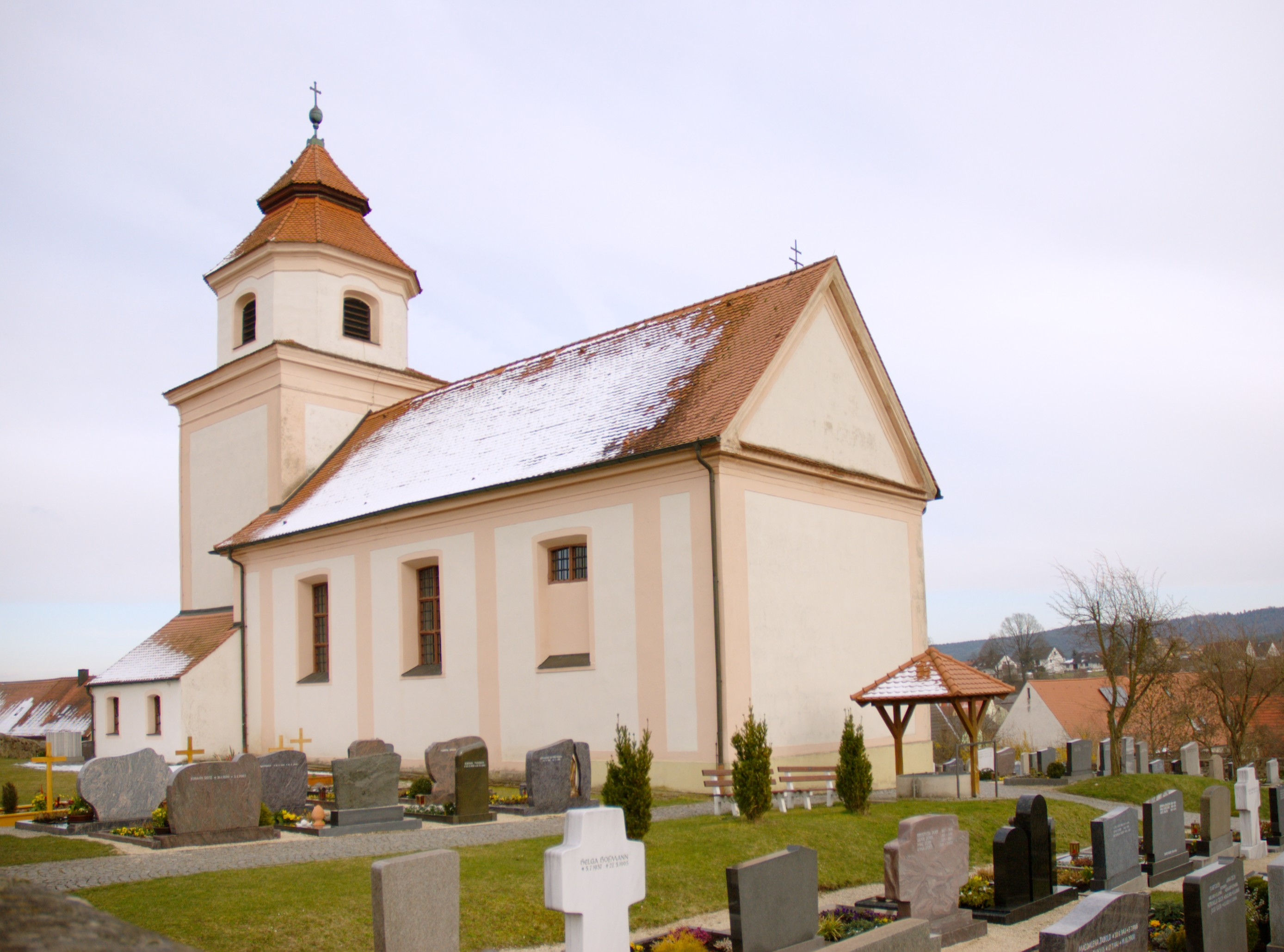
St. Walburga

Mitteleschenbach (fränkisch: Middläschaba) ist eine Gemeinde im Landkreis Ansbach in Mittelfranken und zählt zur Metropolregion Nürnberg.

## Geografische Lage
Mitteleschenbach liegt am Rande des Fränkischen Seenlandes. Durch den Ort fließt der Altbach, der bei Gersbach mit dem Bambach zum Erlbach zusammenfließt, einem rechten Zufluss der Fränkischen Rezat. Durch das Gemeindegebiet fließt auch der Bremenwiesbach, der bei der Kugelmühle als rechter Zufluss in den Erlbach mündet. Südlich von Mitteleschenbach erhebt sich das Spalter Hügelland.

### Gemeindegliederung
Die Gemeinde hat vier Gemeindeteile (in Klammern ist der Siedlungstyp angegeben):
- Bremenhof (Weiler)
- Gersbach (Dorf)
- Käshof (Einöde)
- Mitteleschenbach (Pfarrdorf)

Die Haselmühle und die Klappermühle sind keine amtlich benannten Gemeindeteile.
Die Gemarkung Mitteleschenbach ist deckungsgleich mit der Gemeinde Mitteleschenbach und hat eine Fläche von 10,503 km². Die Gemarkung ist in 2174 Flurstücke aufgeteilt, die eine durchschnittliche Fläche von 4831,01 m² haben.

### Nachbargemeinden
|                     | Windsbach                                   |       |
| Wolframs-Eschenbach | Kompassrose, die auf Nachbargemeinden zeigt | Spalt |
|                     | Haundorf                                    |       |

### Klima

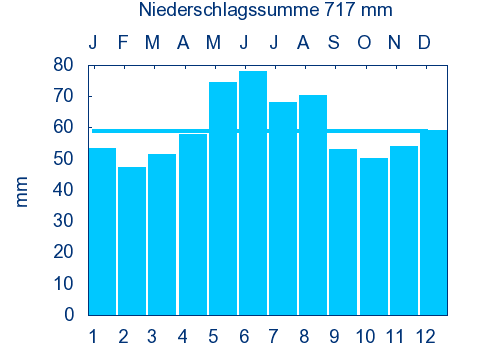
Diagramm Niederschlags-Mittelwerte Mitteleschenbach für den Zeitraum von 1961 bis 1990
Niederschlagsdiagramm für Mitteleschenbach (blaue Kurve) vor den Mittelwerten (Quantilen) für Deutschland (grau)

In Mitteleschenbach beträgt die durchschnittliche Niederschlagsmenge im Jahr 717 mm.

## Geschichte
Gegründet wurde der Ort wohl im 11. Jahrhundert. Zu diesem Zeitpunkt gab es im Ort bereits eine Kirche, die St. Nikolaus und St. Sola geweiht war. Der Ort wurde als „Eskenbach“ im Jahre 1183/95 erstmals urkundlich erwähnt. Der Beleg von 1157/61 kann nicht sicher diesem Ort zugeordnet werden. Der Ortsname leitet sich von dem gleichnamigen Gewässernamen ab. Das Bestimmungswort ist die Esche. Seit 1287 ist die Form Mitteleschenbach bezeugt zur Unterscheidung von gleichnamigen, in der Nähe gelegenen Orten (Wolframs-Eschenbach (bis 1917 Obereschenbach) und Untereschenbach).
Das Kloster Heilsbronn erwarb im Ort zu Beginn des 14. Jahrhunderts einige Güter. 1356 kam ein Pfenniggült hinzu, das Heinz Hofmann überschrieb, und 1370 noch zwei Äcker, die Konrad Flurheu schenkte. Im Ganzen hatte das Kloster dort vier Untertanen.
Laut dem Salbuch der Deutschordenskommende Nürnberg aus dem Jahr 1343 gehörten dem Stadtvogteiamt Eschenbach in Mitteleschenbach 3 Lehen und 1 Hofstatt.
Gemäß dem 16-Punkte-Bericht des Oberamts Windsbach von 1608 gab es in Mitteleschenbach 68 Mannschaften: 4 Anwesen unterstanden dem Verwalteramt Merkendorf, 47 Anwesen dem Kastenamt Spalt, 3 Anwesen dem Stadtvogteiamt Eschenbach, 1 Anwesen der Reichsstadt Nürnberg und 13 Anwesen den Herren von Lentersheim zu Neuenmuhr. Das Hochgericht übte das brandenburg-ansbachische Kasten- und Stadtvogteiamt Windsbach aus. Laut dem 16-Punkte-Bericht des heilsbronnischen Vogtamts Merkendorf aus dem Jahr 1616 wurden die vier Anwesen des Verwalteramtes Merkendorf als 1 Halbhof und 3 Güter näher qualifiziert.
Gegen Ende des 18. Jahrhunderts gab es in Mitteleschenbach mit der Klappermühle 86 Anwesen. Das Hochgericht übte das Kasten- und Stadtvogteiamt Windsbach aus, die Dorf- und Gemeindeherrschaft hatte das Kastenamt Spalt. Grundherren waren
- das Kastenamt Spalt (57 Anwesen: 3 Höfe, 7 Halbhöfe, 25 Güter, 4 Halbgüter, 1 Wirtschaft, 1 Schmiede, 8 Häuser, 8 Halbhäuser),
- das Rittergut Altenmuhr der Herren von Lentersheim (16 Anwesen: 1 Hof, 1 Halbhof, 2 Güter, 7 Gütlein, 1 Wirtschaft, 1 Mühle, 3 Leerhäuser),
- das Fürstentum Ansbach (8 Anwesen; Verwalteramt Merkendorf: 2 Höfe, 1 Gut, 2 Gütlein, 2 Leerhäuser; Kastenamt Gunzenhausen: 1 Leerhaus),
- der Deutsche Orden (Stadtvogteiamt Eschenbach: 1 Halbhof, 1 Wirtschaft; Deutschordenskommende Nürnberg: 2 Halbhöfe),
- das Spital- und Katharinenklosteramt der Reichsstadt Nürnberg (1 Gut).

Neben den Anwesen gab es noch herrschaftliche Gebäude (Forsthaus, Zehntscheuer), kirchliche Gebäude (Pfarrkirche, Pfarrhof) und kommunale Gebäude (Schulhaus, Hirtenhaus).
Von 1797 bis 1808 unterstand der Ort dem Justiz- und Kammeramt Windsbach. Es gab zu dieser Zeit 77 Untertansfamilien, von denen sechs ansbachisch waren. 1803 wurde das Hochstift Eichstätt zugunsten Bayerns säkularisiert, von diesem noch im selben Jahr an das Fürstentum Ansbach abgetreten (Hauptlandesvergleich Bayern/Preußen) und gelangte mit diesem 1806 durch Tausch an Bayern zurück.
Im Rahmen des Gemeindeedikts wurde im Jahr 1808 der Steuerdistrikt Mitteleschenbach gebildet, zu dem Bremenhof, Elpersdorf, Gersbach, Hölzleinsmühle, Käshof, Moosbach, Retzendorf und Wolfsau gehörten. Die Ruralgemeinde Mitteleschenbach entstand 1810. Sie war deckungsgleich mit dem Steuerdistrikt Mitteleschenbach. Sie war in Verwaltung und Gerichtsbarkeit dem Landgericht Heilsbronn zugeordnet und in der Finanzverwaltung dem Rentamt Windsbach. Mit dem Zweiten Gemeindeedikt (1818) wurden vier Ruralgemeinden gebildet:
- Ruralgemeinde Elpersdorf mit Kugelmühle;
- Ruralgemeinde Mitteleschenbach mit Bremenhof, Gersbach und Käshof;
- Ruralgemeinde Moosbach;
- Ruralgemeinde Retzendorf mit Hölzleinsmühle und Wolfsau.[18]

Von 1862 bis 1879 gehörte Mitteleschenbach zum Bezirksamt Heilsbronn, ab 1880 zum Bezirksamt Gunzenhausen (1939 in Landkreis Gunzenhausen umbenannt) und zum Rentamt Gunzenhausen (1919 in Finanzamt Gunzenhausen umbenannt). Die Gerichtsbarkeit blieb bis 1879 beim Landgericht Heilsbronn, von 1880 bis 1973 war das Amtsgericht Gunzenhausen zuständig. Seit 1972 gehört Mitteleschenbach zum Landkreis Ansbach, ein Jahr später wurde es dem Amtsgericht Ansbach und dem Finanzamt Ansbach zugeordnet.
128 Mitteleschenbacher Soldaten ließen im Zweiten Weltkrieg ihr Leben. Nach mehrtägigem Beschuss wurde der Ort am 22. April 1945 von amerikanischen Streitkräften besetzt.

## Einwohnerentwicklung
Im Zeitraum 1988 bis 2018 stieg die Einwohnerzahl von 1397 auf 1599 um 202 Einwohner bzw. um 14,5 %.
Gemeinde Mitteleschenbach
| Jahr      | 1818   | 1840   | 1852   | 1861   | 1867   | 1871   | 1875   | 1880   | 1885   | 1890   | 1895   | 1900   | 1905   | 1910   | 1919   | 1925   | 1933   | 1939   | 1946   | 1950   | 1961   | 1970   | 1987   | 1995   | 2005 | 2015 |        |
| Einwohner | 590    | 583    | 730    | 793    | 833    | 808    | 832    | 885    | 919    | 869    | 859    | 899    | 851    | 881    | 903    | 854    | 918    | 946    | 1088   | 1070   | 1134   | 1300   | 1356   | 1524   | 1581 | 1568 |        |
| Häuser    | 116    | 123    |        |        |        | 157    |        |        | 164    | 161    |        | 164    |        |        |        | 165    |        |        |        | 199    | 241    |        | 357    |        |      | 480  |        |
| Quelle    | [ 20 ] | [ 21 ] | [ 22 ] | [ 23 ] | [ 24 ] | [ 25 ] | [ 26 ] | [ 27 ] | [ 28 ] | [ 29 ] | [ 30 ] | [ 30 ] | [ 31 ] | [ 30 ] | [ 32 ] | [ 30 ] | [ 33 ] | [ 30 ] | [ 30 ] | [ 30 ] | [ 34 ] | [ 35 ] | [ 36 ] | [ 37 ] |      |      | [ 38 ] |

Ort Mitteleschenbach
| Jahr      | 001818 | 001840 | 001861 | 001871 | 001885 | 001900 | 001925 | 001950 | 001961 | 001970 | 001987 | 002022 |
| Einwohner | 536    | 527    | 726    | 730    | 808    | 795    | 767    | 946    | 1045   | 1205   | 1282   | 1651   |
| Häuser    | 107    | 114    |        |        | 149    | 149    | 149    | 181    | 222    |        | 337    |        |
| Quelle    | [ 20 ] | [ 21 ] | [ 23 ] | [ 25 ] | [ 28 ] | [ 31 ] | [ 33 ] | [ 34 ] | [ 35 ] | [ 36 ] | [ 37 ] | [ 39 ] |

## Religionen
Die Einwohner sind überwiegend katholisch. Die Bewohner römisch-katholischer Konfession sind nach St. Nikolaus gepfarrt, die Bewohner evangelisch-lutherischer Konfession nach St. Margareta in Windsbach (Gersbach, Mitteleschenbach) bzw. nach St. Andreas in Wassermungenau (Bremenhof, Käshof).

## Politik

### Gemeinderat
Der Gemeinderat hat 13 Mitglieder einschließlich des Ersten Bürgermeisters.
|      | CSU | SPD | Gesamt   |
| 2002 | 9   | 4   | 13 Sitze |
| 2008 | 8   | 5   | 13 Sitze |
| 2014 | 7   | 5   | 12 Sitze |
| 2020 | 7   | 5   | 12 Sitze |

### Bürgermeister
Erster Bürgermeister war von 2001 bis 2020 Stefan Maul (CSU). Zu dessen Nachfolger wurde 2020 Stefan Bußinger (SPD/UW) gewählt.

### Verwaltung
Die Gemeinde ist Mitglied der Verwaltungsgemeinschaft Wolframs-Eschenbach.

### Wappen und Flagge
Wappen
| Wappen von Mitteleschenbach | Blasonierung: „In Rot gekreuzt ein goldener Bischofsstab und ein goldener Rechen.“ |
| Wappen von Mitteleschenbach | Wappenbegründung: Der Bischofsstab verweist auf das Erzbistum Eichstätt, zu dessen Herrschaftsgebiet Mitteleschenbach gehörte, der Rechen auf das Geschlecht der Rechenberg, die dort Güter besaßen. Die Gemeinde führt seit 1956 ein Wappen. |

Flagge
Die Gemeinde hat eine gold-rote Gemeindeflagge.

## Baudenkmäler
- St. Nikolaus (röm.-kath.), Pfarrkirche
- St. Walburga (röm.-kath.), Friedhofskirche
- Zum Gekreuzigten Heiland (röm.-kath.), Kapelle in Gersbach
- St. Michael (Bremen- und Käshof) (ev.-luth.), Kapelle bei Bremen- und Käshof

## Bodendenkmäler
Auf dem Gemeindegebiet gibt es zehn Bodendenkmäler.

## Wirtschaft und Infrastruktur

### Verkehr
Die Kreisstraße AN 59 führt nach Selgenstadt (2,2 km westlich) bzw. nach Winkelhaid (2,8 km östlich). Die AN 15/WUG 23 führt nach Gersbach (1,5 km nordöstlich) bzw. an Leidingendorf vorbei nach Haundorf (4,3 km südwestlich). Eine Gemeindeverbindungsstraße führt nach Speckheim (2 km nordwestlich).
Durch Mitteleschenbach verläuft der Wanderweg Stilla-Weg von Wolframs-Eschenbach nach Abenberg.

### Bildung
Es gibt folgende Bildungseinrichtungen:
- Grundschule
- Musikschule Rezat-Mönchswald
- Volkshochschule Wolframs-Eschenbach – Mitteleschenbach – Merkendorf